# Galliate
Galliate (Gajà in piemontese e lombardo) è un comune italiano di 15.750 abitanti della provincia di Novara in Piemonte.

## Geografia fisica
Galliate dista circa 7 km dal centro di Novara. Dall'ultimo edificio di Galliate al primo edificio di Pernate (frazione di Novara), ci sono appena 400/500 metri circa. Dista circa 45 km da Milano e 100 km da Torino.

Il comune è situato ai margini della valle del Ticino ed è compreso nel Parco naturale della Valle del Ticino.
Il centro di Galliate è circoscritto da un insieme di viali alberati, che in tutto sono 5. Il primo è viale Leonardo da Vinci, che parte da piazza San Giuseppe, in prossimità dell'acquedotto, e arriva nei pressi dell'inizio di via Varallino. Il secondo è viale Beato Quagliotti, che nasce nei pressi dell'incrocio tra viale Leonardo da Vinci e via Varallino e termina nei pressi della chiesa di Sant'Antonio, nel punto in cui si immette via Antonio Gramsci. Dopo la chiesa di Sant'Antonio prende il nome di viale Dante Alighieri, il quale termina quando il viale diventa via Novara. Il quarto viale è viale Camillo Benso Conte di Cavour, conosciuto anche come "il viale delle poste" nonostante le poste si trovino in via Giulio Pastore, una brevissima traversa del viale. Il quinto e ultimo viale è viale Teresa Orelli, il più breve, che termina in piazza San Gaudenzio dove parte la strada che porta a Cameri e Bellinzago.
Altre strade importanti per Galliate sono:
- Via Varallino: inizia nei pressi della confluenza di viale Beato Quagliotti con viale Leonardo da Vinci, e termina presso il Santuario del Varallino. La via, lunga circa 1,5 km, dopo il santuario, prende il nome di strada vicinale Vulpiate, una stretta ma asfaltata strada di campagna, che termina poi incrociandosi con via del Piaggio, nella valle del Ticino.
- Via Roma: inizia nei pressi della chiesa di Sant'Antonio per poi terminare in una nuova zona residenziale, nei pressi dell'autostrada, che corre a pochi metri dalle ultime case di Galliate.
- Via Novara: è il continuo di viale Dante  Alighieri e termina quando subentra il territorio comunale di Novara. La strada, costeggiata da alberelli e da piccoli cespugli di rose rosse, è la principale via utilizzata dai galliatesi per servirsi della città di Novara o dell'autostrada.
- Via Trieste: inizia dalla rotonda di viale Beato Quagliotti e termina quanto subentra il territorio comunale di Romentino. Lungo via Trieste vi si trova il mulino di Galliate, dove viene prodotta parte della farina Barilla. È la principale via utilizzata dai galliatesi per servirsi del paese di Romentino e della Strada statale 11 Padana Superiore che congiunge Torino e Milano fino ad arrivare a Venezia.
- Via Ticino: inizia da piazza San Giuseppe e termina appena dopo la zona industriale. A circa 450 m dal termine, parte la strada che conduce nel milanese e nel varesotto (la Strada statale 341 Gallaratese).

## Storia
I primi significativi stanziamenti risalgono all'età del Bronzo Finale (XII-X secolo a.C.); in epoca romana il suo territorio, abitato stabilmente, fu interessato dalla centuriazione. Numerosi sono i reperti archeologici rinvenuti in diverse zone circostanti il paese, testimonianza di coloro che si trovarono ad abitare queste terre e che qui lasciarono tracce del loro passaggio. In una vasta area situata a nord dell'abitato, vennero infatti ritrovati oggetti risalenti al periodo tra l'età del ferro e l'età romana.
Il nome Galeatum compare per la prima volta in un documento databile attorno all'840 d.C. Il primo nucleo abitativo (poi chiamato Galliate Vecchio) si costituì in regione Scaglia, a ridosso di una strada che ricalcava l'antico percorso del cardo maximus romano. Qui sorse un castello (di cui non rimangono tracce), il castrum concesso nel 911 d.C. da Berengario I come difesa alle scorrerie degli Ungari.
In contrapposizione al centro abitato che faceva capo a Novara, verso il Mille, l'arcivescovo di Milano, per ampliare la sua egemonia al di là del Ticino, fece costruire un nuovo villaggio più a est del precedente (che una pergamena del 1092 chiamerà "Galliate Nuovo") dotandolo di un castello, già attestato nel 1057. Alla fine dell'XI secolo le terre di Galliate erano così divise tra due villaggi e due castelli legati a due vescovi in contrasto tra loro: Galliate Vecchio al vescovo di Novara, Galliate Nuovo a quello di Milano.

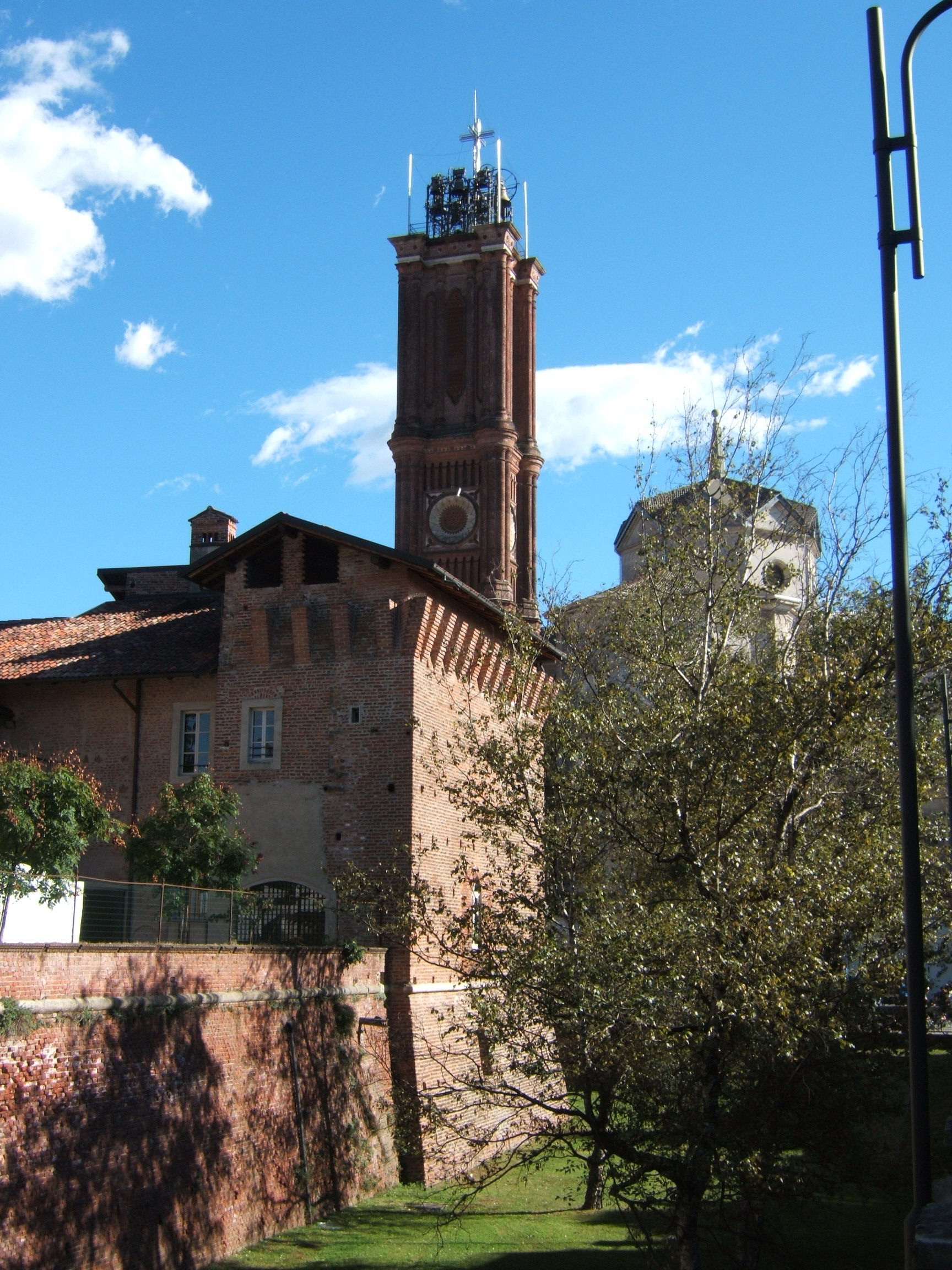
Veduta del castello Sforzesco Visconteo, sede della Biblioteca, e del campanile scoperto

Nel 1154 Federico Barbarossa, nemico di Milano e alleato di Novara, fece radere al suolo il ponte, il villaggio e il castello del nuovo borgo, che in breve fu però ricostruito dai Milanesi.
La contesa del comune di Galliate riprese tra il XIII secolo e il XIV secolo, periodo in cui Novara tentò di imporre la propria autorità su Galliate distruggendo i due castelli e riaccendendo così la lotta con Milano. In questa occasione, gli abitanti del villaggio non rimasero impassibili e dando prova del loro forte carattere, lottarono in difesa della loro libertà. Il simbolo del Borgo, un gallo dall'aspetto fiero e combattivo, ben rappresenta tale indole.
Nel 1356 Galeazzo Visconti rientrò in possesso dei territori galliatesi, trasformandoli in piazzaforte militare per la difesa dei territori del medio Ticino; il villaggio acquisì in questo modo una gran importanza strategica per Milano, attestata anche dagli Statuti concessi nel 1396 e riconfermati nei due secoli successivi. Alla caduta dei Visconti, il borgo di Galliate passò agli Sforza che nel 1450 lo cedettero come feudo a un proprio condottiero, Ugolino Crivelli, e lo eressero in contea dotandolo di uno stemma, in cui spiccava un gallo d'oro in campo azzurro.
Il castello, ristrutturato in età viscontea con l'accorpamento dell'antico recetto, raggiunse le dimensioni attuali tra il 1476 e il 1496, quando fu scelto come fastosa residenza ducale degli Sforza, che intanto si erano ripresi la contea. Galeazzo Maria prima, Ludovico il Moro poi, lo utilizzarono per le loro cacce nella valle del Ticino.
Il feudo appartenne per qualche tempo alla duchessa Beatrice d'Este, per donazione del marito Ludovico il Moro. Nel 1532 Galliate divenne feudo del ramo Caravaggio degli Sforza, subendo le conseguenze delle lotte tra Spagnoli e Francesi.
Con la Pace di Vienna del 1738, Galliate passò ai Savoia, entrando nel periodo napoleonico a far parte del Regno d'Italia e ritornando al Regno di Sardegna con la restaurazione. Durante la Seconda guerra d'indipendenza, nel 1859, il paese ospitò il quartier generale di Vittorio Emanuele II.
Nella seconda metà dell'Ottocento sorsero a Galliate le prime manifatture tessili, soprattutto rivolte alla lavorazione del cotone, ditte che furono elemento trainante dello sviluppo del paese nel corso del Novecento, trasformandolo da borgo rurale a centro industriale.

### Simboli
Lo stemma storico (d'argento, al gallo al naturale, sormontato da tre stelle, ordinate in fascia, cucite d'oro) è stato riconosciuto con DPCM del 14 maggio 1952 e lo smalto delle stelle è stato cambiato in azzurro. Il gonfalone, concesso con DPR del 25 giugno 1953, è un drappo di azzurro.

## Monumenti e luoghi d'interesse
Il cuore di Galliate è la rettangolare piazza Vittorio Veneto sulla quale si affacciano il Castello Sforzesco, il campanile e l'abside della Chiesa Prepositurale dei Santi Pietro e Paolo. Da un lavoro di ricerca, durato circa tre anni e condotto da cinque università europee con il sostegno della Comunità Europea, sono stati presentati nel 2007 a Venezia una mostra e un convegno dal titolo "Piazze d'Europa, piazze per l'Europa", attraverso cui viene messa in risalto non solo la piazza come luogo d'arte ma anche come spazio sociale, aperto alla cittadinanza. A seguito di questa iniziativa la piazza di Galliate è stata elencata tra le 60 piazze europee esemplari per una fruibilità pubblica e luogo di convivenza umana.

### Architetture religiose

#### Chiesa prepositurale dei Santi apostoli Pietro e Paolo
La chiesa parrocchiale dei Santi Pietro e Paolo venne progettata dal sacerdote-architetto don Ercole Marietti e fu edificata tra il 1851 ed il 1863, sul sito di una precedente chiesa. L'edificio è in stile neogotico con pianta a croce latina sormontata al centro da una cupola ottagonale; la facciata è ornata da lesene e bande orizzontali bicromatiche; l'interno è suddiviso in tre navate con 8 cappelle laterali e due grandi cappelle alle estremità del transetto. Le cappelle sono ornate da dipinti e statue risalenti ad un periodo compreso tra il Quattrocento e l'Ottocento. Lo scurolo, progettato nel 1889 sempre dal Marietti, conserva le reliquie dei SS. Martiri Giusto e Aurelio che, insieme al frate francescano San Giuseppe Maria Gambaro, martirizzato in Cina, sono i Santi patroni della città. La solenne ricorrenza cade ogni anno la quarta domenica di settembre. All'interno dell'imponente edificio religioso è conservato un pregevole organo a sistema tubolare di 27 pedali e provvisto di 1944 canne, opera della ditta Carlo I Vegezzi Bossi di Torino del 1913, collocato in sostituzione del precedente del 1863 posato dai fratelli Lorenzo e Cesare Bernasconi di Busto Arsizio e progettato dai sacerdoti galliatesi "professori organisti" Giacomo e Adamo f.lli Masini.
Principali ricorrenze liturgiche: 11 maggio, Solennità della Dedicazione; 29 giugno, Solennità dei SS. apostoli Pietro e Paolo; 4ª domenica di settembre, Solennità patronale dei SS. Martiri Giusto, Aurelio e San Giuseppe Maria Gambaro.
Il campanile, ideato dall'ing. galliatese Antonio Rigorini, la cui costruzione occupò gli anni dal 1871 al 1880, doveva raggiungere i 93 metri d'altezza ma, a causa di problemi economici, venne interrotto alla quota di 45 metri. Sulla sua sommità è presente un apprezzabile concerto di nove campane in re bemolle maggiore calante (diapason 440 Hz), fatto fondere dal prevosto mons. cav. Serafino Gemelli nel 1926 dalla ditta F.li Barigozzi di Milano. Il precedente del 1771, composto da 6 bronzi e fuso in loco, era opera di un altro celebre fonditore milanese, Giuseppe Bozzi (tra le sue opere si annoverano i concerti per la Cattedrale di Novara e per il Duomo di Chiari). Sul campanile è inoltre presente, fuori concerto, una decima campana aggiunta nel 1984 da Achille Mazzola di Valduggia, e dedicata al Beato Francesco Quagliotti. Altre due campane, anch'esse fuori concerto, sono conservate all'interno della Prepositurale, una fusa nel 1915 da Angelo Bianchi di Varese e l'altra, di notevolissima fattura, fusa da Nicola Bonavilla di Milano nel 1613. La mattina dell'11 febbraio 1986 la campana maggiore (il "campanone"), del peso di quasi 15 quintali, si staccò improvvisamente dal castello campanario precipitando sul tetto del coro, sfondandolo e rovinando nell'abside. Venne rifusa da Achille Mazzola di Valduggia e benedetta il 23 novembre successivo, ma ricollocata sul campanile due anni dopo, il 17 maggio 1988, dopo che si era provveduto a un completo restauro del castello campanario, esposto durante gli ultimi anni ai danni degli agenti atmosferici.
Qui riportati i dati relativi alle campane presenti sul campanile - le nove del concerto e il richiamo - Le campane sono numerate dalla più grande (1) alla più piccola (9):
| Campana   | Nota nominale                  | Fonditore, luogo e anno di fusione             | Dedicazione            | Nome dei donatori           |
| --------- | ------------------------------ | ---------------------------------------------- | ---------------------- | --------------------------- |
| Campana 1 | Reb3 (in origine Reb3 calante) | A. Mazzola - Valduggia (VC) - 1986 (rifusione) | Ss. Pietro e Paolo     | Rag. Paolo Airoldi sindaco  |
| Campana 2 | Mib3 cal.                      | F.li Barigozzi - Milano - 1926                 | Ss. Giusto e Aurelio   | Famiglia G. Mezzetti        |
| Campana 3 | Fa3 cal.                       | F.li Barigozzi - Milano - 1926                 | San Giuseppe           | Mons. Cav. Serafino Gemelli |
| Campana 4 | Solb3 cal.                     | F.li Barigozzi - Milano - 1926                 | San Gaudenzio          | Fratelli Bignoli            |
| Campana 5 | Lab3 cal.                      | F.li Barigozzi - Milano - 1926                 | Beato San G. Gambaro   | Padre G. Gambaro            |
| Campana 6 | Sib3 cal.                      | F.li Barigozzi - Milano - 1926                 | Sacerdozio             | Giuseppe Martelli           |
| Campana 7 | Do4 cal.                       | F.li Barigozzi - Milano - 1926                 | Santa Cecilia          | Coro Santa Cecilia          |
| Campana 8 | Reb4 cal.                      | F.li Barigozzi - Milano - 1926                 | Santa Teresa           | Circolo Immacolata          |
| Campana 9 | Mib4 cal.                      | F.li Barigozzi - Milano - 1926                 | San Luigi              | Circolo Juventus            |
| Richiamo  | Fa#4                           | A. Mazzola - Valduggia (VC) - 1984             | Beato F. M. Quagliotti | /                           |

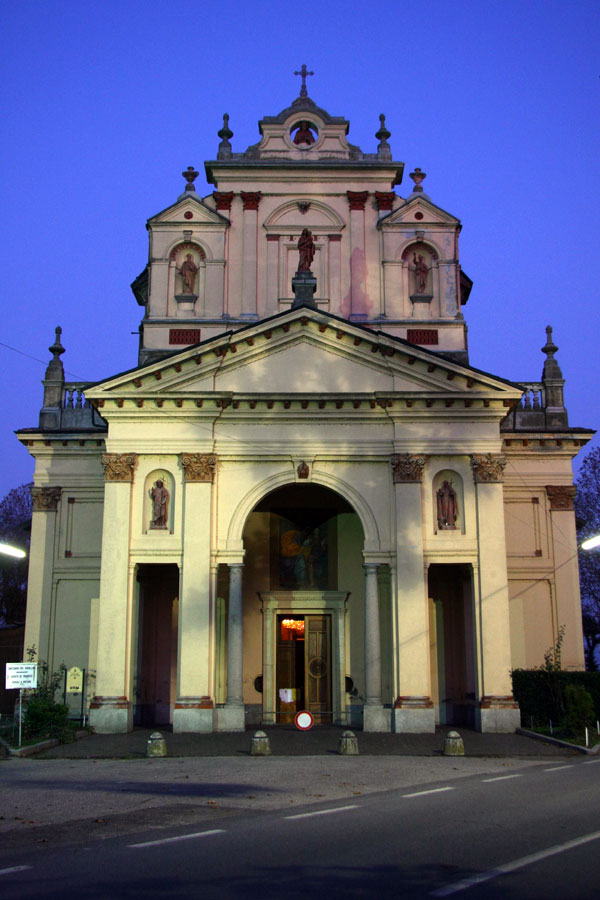
Santuario del "Varallino"

Le campane suonano a sistema ambrosiano

#### Altre chiese
- Oratorio dell'Immacolata Concezione di Maria Vergine (sede della Confraternita omonima)
- Oratorio dei Santi Gaudenzio e Carlo (sede della Confraternita della Santissima Trinità, anche detta del Corpus Domini)
- Oratorio dei Santi Giovanni Battista e Caterina d'Alessandria (sede della Confraternita omonima)
- Oratorio di Sant'Antonio Abate (sede della Confraternita dei Santi Dionigi e Antonio Abate)
- Oratorio di Sant'Urbano (sede della Confraternita dei Santi Urbano e Rocco)
- Chiesa delle Sante Orsola e Teresa
- Chiesa di San Rocco e della Beata Vergine Assunta
- Chiesa Campestre di San Pietro in Vulpiate, già Santuario della Natività di Maria Vergine, meglio noto come Santuario del Varallino, si trova a circa 1500 metri dal centro della città, fu progettata nel XVI secolo da Pellegrino Tibaldi. Presenta al suo interno dieci cappelle che rappresentano i misteri del rosario a cui lavorarono artisti diversi, tra cui Dionigi Bussola e Lorenzo Peracino, autore anche del Paradiso, l'imponente affresco della cupola del santuario. La chiesa fu denominata "Varallino" in quanto ricorda in scala ridotta il Sacro Monte di Varallo;
- Oratorio di San Giuseppe (sede della compagnia devozionale omonima)
- Oratorio della Beata Vergine di Caravaggio (o "Madonnina")
- Oratorio campestre di San Giovanni Battista in Borgo (o "San Giovannino")
- Chiesa di San Defendente (Chiesa del Cimitero)

A questo elenco è da aggiungere la Chiesa di San Carlo alla Fortuna (così detta poiché posta a fianco di Villa Fortuna), ormai in completo abbandono. Scomparse le antiche chiese di San Pietro, posta all'interno del castello, e di San Giacomo
Cappelle
- Cappella della Beata Vergine Assunta, posta in via Monte Grappa
- Cappella di Sant'Onofrio (o dei Santi Nobili), posta in via Varallino
- Cappella di Santa Maria Annunziata della Scaglia, posta in via Sempione

Conventi
- Ex Convento delle Suore Orsoline
- Ex Convento dei Padri Serviti della Scaglia, oggi scomparso
- Ex Convento di v.lo Monte Santo, di cui oggi rimangono piccole tracce

### Architetture militari

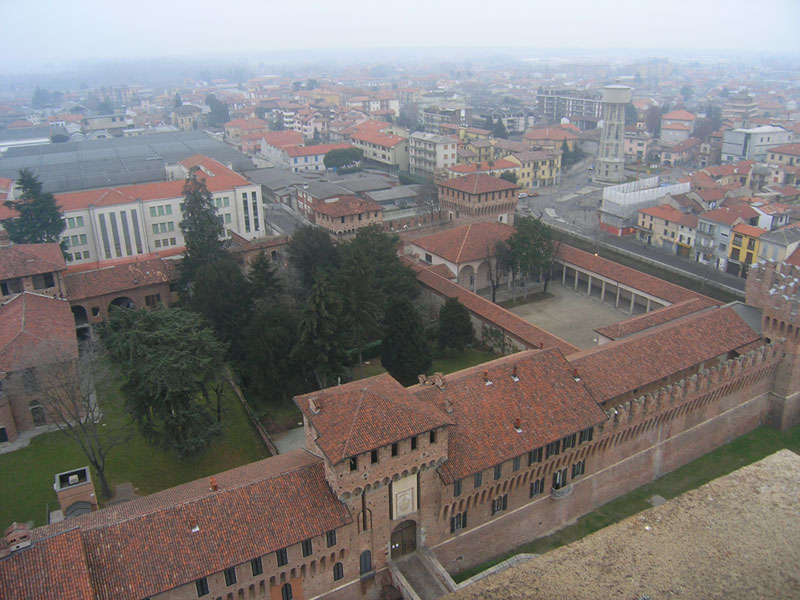
Vista del lato nord-est di Galliate e del Castello.

- Castello Sforzesco, situato sul lato settentrionale di piazza Vittorio Veneto, è un imponente edificio la cui costruzione fu avviata dai Visconti come piazzaforte militare e proseguita nel XV secolo dagli Sforza. I lavori terminarono nel 1496 con Ludovico il Moro che trasformò il castello divenne una ospitale dimora ducale per le stagioni di caccia nella valle del Ticino[10].

### Architetture civili
- Palazzo municipale

## Società

### Evoluzione demografica
Abitanti censiti

Il comune di Galliate ospita una forte comunità di siciliani (soprattutto della zona di Palermo, Bagheria e Ventimiglia di Sicilia).

### Istituzioni, enti e associazioni
- "Associazione Turistica PRO LOCO Galliate", fondata nel 1975 ed attualmente molto attiva all'interno del comune di Galliate, la Pro Loco organizza durante l'anno una serie di manifestazioni culturali e ricreative volte a promuovere il territorio. Le principali sono: il Carnevale, il Festival della Danza, la Festa della Trebbiatura, il "Settembre Galliatese", la rievocazione storica "Cronache D'Altri Tempi" e la Serata Dialettale Galliatese.

Oltre agli eventi esclusivamente a cura dell'Associazione, essa collabora con il Comune e con varie organizzazioni locali, tra cui i 4 Rioni. A partire dal 2009 è stato introdotto il "Natale coi Fiocchi", in collaborazione con l'amministrazione comunale.

## Cultura

### Biblioteca Comunale di Galliate
La biblioteca ha sede all'interno del Castello Visconteo Sforzesco, l'ingresso è da piazza Vittorio Veneto. Fornisce un servizio di consultazione e di prestito di libri a scopo informativo e divulgativo; sono presenti una sezione per ragazzi ed una per adulti. È possibile anche la consultazione di riviste.

### Gruppo Dialettale Galliatese
Dai primi anni Settanta del secolo scorso, il "Gruppo Dialettale Galliatese" si occupa di studiare, far conoscere e valorizzare il dialetto, la storia e la cultura locale. Tale attività è perseguita attraverso l'organizzazione di incontri e, soprattutto, la pubblicazione di testi: da Gajà Spitascià (grammatica e antologia del dialetto galliatese, in tre volumi) a Parole e Fatti, Dizionario storico-linguistico galliatese (anch'esso in tre volumi, oltre un lemmario), dal Bestiario ed Erbario popolare del Medio Ticino (con disegni botanici di Belio) a Galliate com'era...

### Cucina e prodotti tipici
- Il Gramolino (Gramulîn da Gajà), dolce tipico galliatese, un tempo riservato alla ricorrenza di San Giuseppe (19 marzo) ma oggi reperibile tutto l'anno.[12]
- Il Baragiêu (Baragiêu da Gajà), vino rosso locale galliatese, ormai prodotto solo a livello amatoriale da alcuni cultori della tradizione.
- Lo Zangarêu, biscotto del Rione Missanghera.

## Geografia antropica

### I rioni
Il territorio di Galliate è suddiviso in quattro rioni:
- "Rione di Bornate" (Burnà), colore: Blu/Rosso
- "Rione Missanghera" (Zanghèra), colore: Bianco/Rosso
- "Rione Porta Nuova" (Portanòva), colore: Bianco/Arancione
- "Rione Porta San Pietro" (Portasinpè), colore: Bianco/Verde

Esisteva un quinto Rione, Borgo, che è stato col tempo assorbito dal Rione di Porta Nuova. Il nome di "Borgo" tuttavia, designa tuttora l'intera parte sud della città.

## Economia

### Estrazione di petrolio
Nel 1984 AGIP ha scoperto a Galliate, all'interno del Parco Naturale della Valle del Ticino, un pozzo petrolifero denominato Villa Fortuna 1 a 6212 m di profondità con un'estensione di 50 km², coinvolgendo i comuni Galliate, Trecate, Romentino, Turbigo, Cuggiono e Bernate, il più grande giacimento di petrolio scoperto in Italia fino al 1995. Successivamente, nel 1987 è stato trovato un altro giacimento ad un livello di -6500 m, battezzato Villa Fortuna 3. La produzione di questi pozzi corrispondeva allo 0,6% del consumo nazionale di petrolio pari ad un volume di greggio in grado di rifornire l'Italia per due giorni e otto ore di fila.
Il gettito dalle attività estrattive a beneficio del Comune di Galliate per l'anno 2005 era stimato essere pari a 75 000 euro.

## Amministrazione

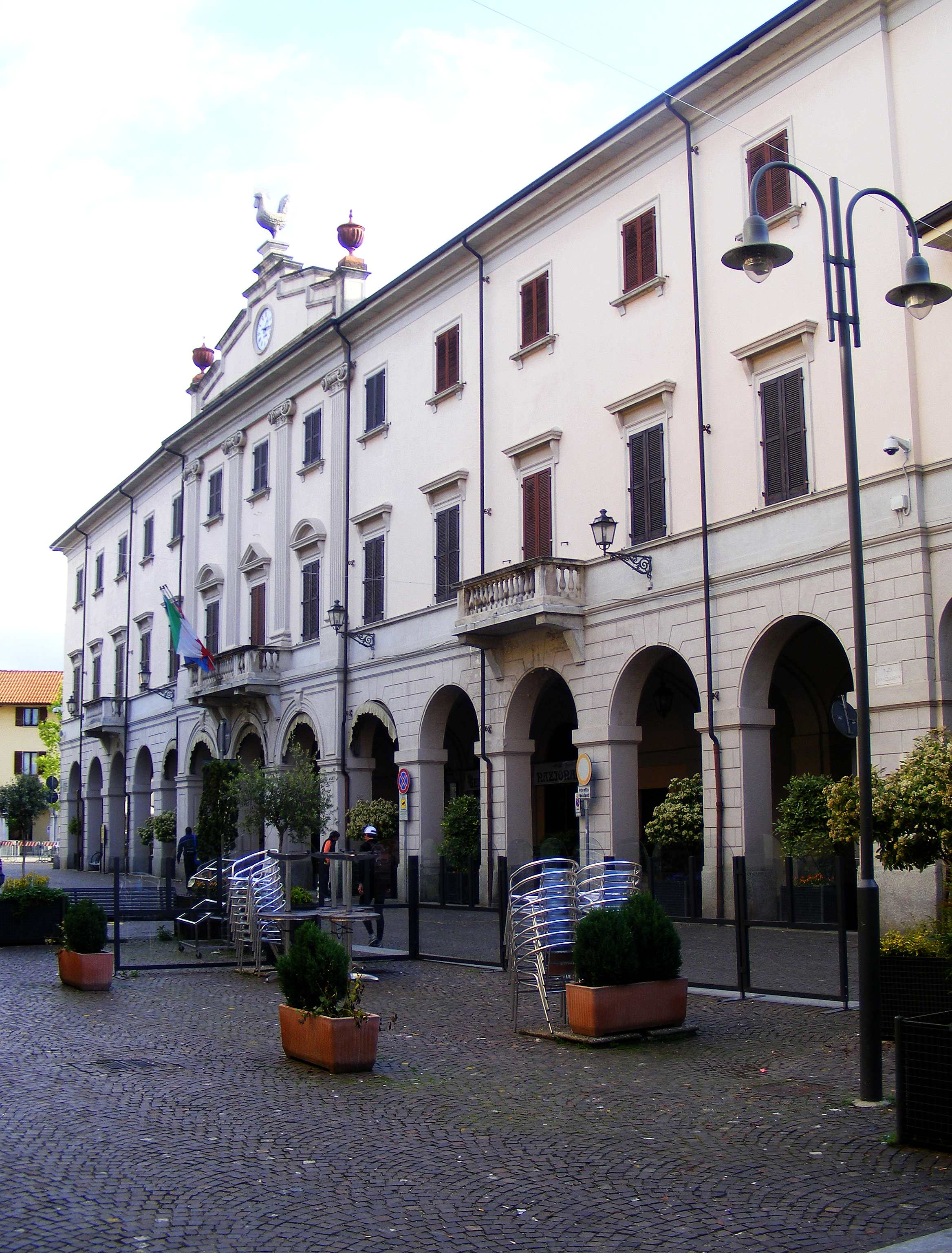
Il municipio

Amministrazioni preunitarie
| Periodo | Periodo | Primo cittadino             | Partito | Carica  | Note |
| ------- | ------- | --------------------------- | ------- | ------- | ---- |
| 1806    | 1807    | Antonio Maria Cavagna       |         | Sindaco |      |
| 1807    | 1808    | Pietro Airoldi              |         | Sindaco |      |
| 1808    | 1809    | Antonio Maria Cavagna       |         | Sindaco |      |
| 1809    | 1816    | Giuseppe Zerboni            |         | Sindaco |      |
| 1816    | 1818    | Carlo Giuseppe Fonio        |         | Sindaco |      |
| 1823    | 1824    | Giuseppe Zerboni            |         | Sindaco |      |
| 1824    | 1832    | Nicola Pollastro            |         | Sindaco |      |
| 1832    | 1841    | Giuseppe Zerboni            |         | Sindaco |      |
| 1841    | 1845    | Giusto Aurelio Canna Ferina |         | Sindaco |      |
| 1845    | 1849    | Cesare Parma                |         | Sindaco |      |
| 1849    | 1851    | Carlo Marietti              |         | Sindaco |      |
| 1851    | 1861    | Giuseppe Airoldi            |         | Sindaco |      |

Dall'Unità al Ventennio fascista
| Periodo | Periodo | Primo cittadino   | Partito                              | Carica                  | Note   |
| ------- | ------- | ----------------- | ------------------------------------ | ----------------------- | ------ |
| 1861    | 1869    | Ottavio Martelli  |                                      | Sindaco                 |        |
| 1869    | 1877    | Carlo Belletti    |                                      | Sindaco                 |        |
| 1877    | 1882    | Ottavio Martelli  |                                      | Sindaco                 |        |
| 1882    | 1883    | Antonio Tadini    |                                      | Sindaco                 |        |
| 1883    | 1888    | Melchiorre Vizia  |                                      | Sindaco                 |        |
| 1890    | 1893    | Agostino Formenti |                                      | Sindaco                 |        |
| 1893    | 1895    | Giuseppe Gambaro  |                                      | Sindaco                 |        |
| 1895    | 1905    | Antonio Bozzola   | Partito Liberale Popolare Galliatese | Sindaco                 |        |
| 1905    | 1906    | Giovanni Ferrari  | Partito Liberale Popolare Galliatese | Sindaco                 | [ 18 ] |
| 1906    | 1906    | Antonio Bozzola   | Partito Liberale Popolare Galliatese | Sindaco                 | [ 18 ] |
| 1906    | 1909    | Giovanni Gambaro  | Partito Liberale Popolare Galliatese | Sindaco                 | [ 19 ] |
| 1909    | 1909    | Umberto Magrini   |                                      | Commissario prefettizio |        |
| 1909    | 1910    | Ercole Varzi      | Partito Liberale Popolare Galliatese | Sindaco                 | [ 20 ] |
| 1910    | 1910    | Quirico Cristiani |                                      | Commissario prefettizio |        |
| 1910    | 1914    | Mario Vizia       | PSI                                  | Sindaco                 |        |
| 1914    | 1920    | Cesare Macchi     | Partito Liberale Popolare Galliatese | Sindaco                 |        |
| 1920    | 1922    | Mario Vizia       | PSI                                  | Sindaco                 | [ 21 ] |

Il Ventennio fascista
| Periodo | Periodo | Primo cittadino   | Partito | Carica                  | Note   |
| ------- | ------- | ----------------- | ------- | ----------------------- | ------ |
| 1922    | 1924    | Vincenzo Cardano  | PNF     | Sindaco                 | [ 22 ] |
| 1924    | 1927    | Paolo Airoldi     | PNF     | Sindaco                 |        |
| 1927    | 1937    | Ercole Varzi      | PNF     | Podestà                 |        |
| 1937    | 1938    | Oliviero Varzi    | PNF     | Podestà                 |        |
| 1938    | 1943    | Giovanni Bassetta | PNF     | Podestà                 |        |
| 1943    | 1944    | Giuseppe Alberio  | PNF     | Podestà                 |        |
| 1944    | 1945    | Giuseppe Bozzola  |         | Commissario prefettizio |        |

Dopo il Fascismo
| Periodo | Periodo | Primo cittadino       | Partito         | Carica  | Note   |
| ------- | ------- | --------------------- | --------------- | ------- | ------ |
| 1945    | 1946    | Antonio Belletti      | CLN             | Sindaco |        |
| 1946    | 1947    | Antonio Belletti      | Blocco Popolare | Sindaco | [ 19 ] |
| 1947    | 1951    | Giovanni Pollastro    | Blocco Popolare | Sindaco |        |
| 1951    | 1955    | Giuseppe Gambaro      | DC              | Sindaco | [ 23 ] |
| 1955    | 1960    | Giovanni Gennaro      | DC              | Sindaco |        |
| 1960    | 1964    | Maggiorino Jourdan    | DC              | Sindaco |        |
| 1964    | 1975    | Francesco Albertinale | DC              | Sindaco | [ 24 ] |
| 1975    | 1978    | Mario Airoldi         | PSI             | Sindaco |        |
| 1978    | 1985    | Mirko Fornara         | PSI             | Sindaco |        |
| 1985    | 1994    | Ezio Gallina          | PSI             | Sindaco |        |
| 1994    | 1995    | Alida Colombano       | PPI             | Sindaco |        |
| 1995    | 1999    | Nadia Melli           | Centrosinistra  | Sindaco |        |
| 1999    | 2009    | Arturo Boccara        | L'Ulivo         | Sindaco | [ 25 ] |
| 2009    | 2019    | Davide Ferrari        | Centrodestra    | Sindaco | [ 26 ] |
| 2019    | 2024    | Claudiano Di Caprio   | Centrodestra    | Sindaco |        |
| 2024    | -       | Alberto Cantone       | Centrosinistra  | Sindaco |        |

## Sport
Galliate ha dato i natali al pilota Achille Varzi.
La squadra di calcio ha militato in Prima Divisione negli anni '30 poi sempre in campionati regionali. Nel 2012-2013 milita in Eccellenza Piemontese.

### Cronistoria Campionati
| Categoria  | Partecipazioni | Debutto   | Ultima stagione |
| ---------- | -------------- | --------- | --------------- |
| C          | 3              | 1931-1932 | 1941-1942       |
| Eccellenza | 2              | 2011-2012 | 2012-2013       |

## Infrastrutture e trasporti

### Ferrovie e tranvie
La stazione ferroviaria di Galliate, gestita da Ferrovienord (società del gruppo FNM), è posta lungo la ferrovia Saronno-Novara ed è servita dai treni regionali della linea R27 (Novara-Saronno-Milano) eserciti da Trenord nell'ambito del contratto di servizio stipulato con la Regione Lombardia.
Il territorio comunale è anche servito dalla stazione di Galliate Parco del Ticino (fino al 18 luglio 2021 denominata Ponte Ticino) gestita anch'essa da Ferrovienord e servita da alcuni treni della linea R27 che hanno fermata periodica in questo impianto il sabato, la domenica e durante l'applicazione dell'orario estivo ridotto.
Nel centro cittadino sorgeva, fra il 1884 e il 1934, un impianto a servizio della tranvia Novara-Vigevano-Ottobiano.

### Autolinee
In prossimità del ponte sull'autostrada A4 (nei pressi dell'ex casello di Galliate) c'è la fermata del servizio pullman autostradale che collega Galliate con Milano e Torino.
Il comune di Galliate è servito inoltre dalle linee 4 e 9 e alcune linee scolastiche della S.U.N. di Novara. Il capolinea si trova in Via Giacomo Fauser, posto nella zona industriale della città, a circa 25 minuti a piedi dal centro cittadino.